# Neustädter Hafen (Dresden)

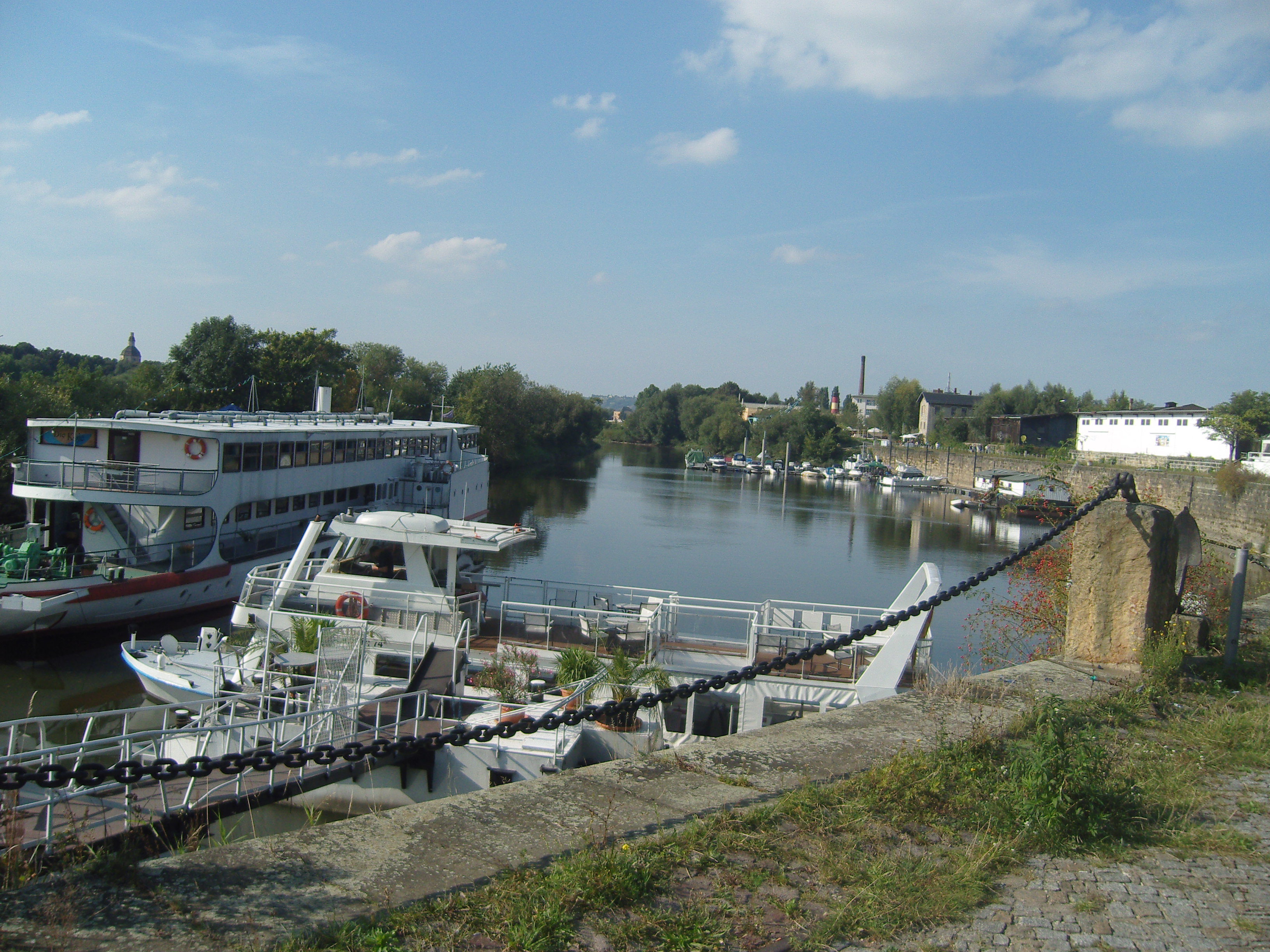
Neustädter Hafen, Blick westwärts zur Hafeneinfahrt

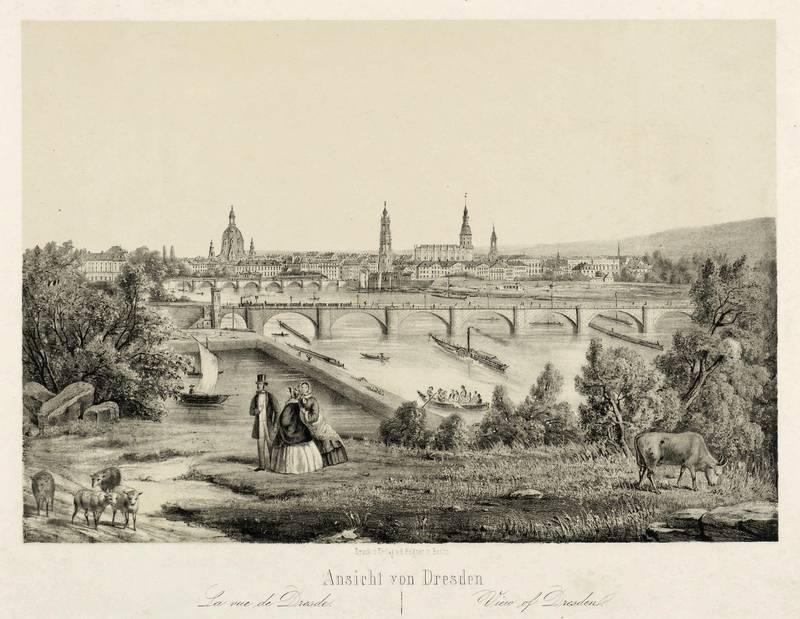
Ansicht von Dresden in den 1850er Jahren mit Neustädter Hafen

Der Neustädter Hafen ist ein Binnenhafen in der sächsischen Landeshauptstadt Dresden an der namensgebenden Neustädter Seite der Elbe in der Leipziger Vorstadt. Bei seinem Bau gab es bereits einige Häfen in Dresden, er war der erste Hafen in Sachsen mit einem Anschluss an das Eisenbahnnetz. Seit 1993 steht er unter Denkmalschutz.

## Geschichte
Am Elbufer von Neudorf, einem Dresdner Vorort und nachmaligen Teil der Leipziger Vorstadt, lag etwas unterhalb der heutigen Hafeneinfahrt eine Schiffsmühle, der die Mühlenordnung von 1661 den Mahlzwang über die Dörfer Pieschen, Trachau und Mickten gewährte. Der im 18. Jahrhundert dort belegten Müllerfamilie Eichler gehörte an dieser Stelle auch ein etwa 2 Hektar großes Ufergrundstück, auf dem Wohn- und Wirtschaftsgebäude standen und in späteren Jahren die Gastwirtschaft „Elbschlößchen“ im Nebenerwerb betrieben wurde. Beim Frühjahrshochwasser ging 1862 die Schiffsmühle verloren. Der 1840 geborene Ernst Otto Schlick belegte 1855 bis 1863 ein Ingenieursstudium an der Polytechnischen Schule Dresden, wobei er 1859–1861 eine zweijährige Unterbrechung zur praktischen Ausbildung einlegte und in dieser Phase erste Dampfboote baute. Er erwarb das Müllergrundstück an der Leipziger Straße und beantragte im November 1863 beim Stadtrat – da er noch nicht 24-jährig war – eine Ausnahmegenehmigung zum Betrieb einer „Fabrik für den Bau von Dampfschiffen“. Sein Unternehmen, das als Otto Schlick, Maschinen- & Schiffbauanstalt Dresden-Neustadt firmierte, ließ sich nach dem im Februar 1864 positiv ausgestellten Bescheid neben diversen Werkstätten bis 1865 eine repräsentative Villa als Verwaltungsbau errichten. Günstig war, dass das Grundstück am Ufer eine passende Neigung hatte, sodass keine Erdbaumaßnahmen notwendig waren, um Schiffe an Land nehmen und zu Wasser lassen zu können. Flussabwärts benachbart war ein Holzhandel, den Ernst Grumbt 1864 kaufte und 1868 zu einem Dampfsägewerk ausbaute (seit 1888 ebenfalls mit repräsentativer Villa). Weitere Industrieanlagen in der Nähe waren die Chemische Fabrik von Gehe & Co., ein Zweigwerk von Villeroy & Boch auf der landeinwärtigen Seite der Leipziger Straße sowie Lager- und Kranschuppen mit Anschlussgleisen zum Leipziger Bahnhof.
Nach Schlicks Ausstieg 1869 wurde das Unternehmen 1872 in eine Aktiengesellschaft umgewandelt und firmierte als Sächsische Dampfschiffs- und Maschinenbauanstalt. Elbseitig des Grundstücks entstand von 1872 bis 1876 der Neustädter Hafen, auch zur Entlastung des bereits rund 20 Jahre zuvor ebenfalls rechtselbisch an der damaligen Stadtgrenze Dresdens auf hauptsächlich Neudorfer Flur angelegten Pieschener Hafens.
In den Jahren 1888/1889 fand eine Erweiterung des Hafenbeckens auf 380 Meter Länge und 70 Meter Breite statt, damit die Sächsisch-Böhmische Dampfschiffahrts-Gesellschaft den Neustädter Hafen als Winterhafen nutzen konnte. Infolge der Fusion der Schiffsbauanstalt mit der Schiffswerft Übigau im Jahr 1905 gab das Unternehmen diesen Standort auf und siedelte an den stromabwärts gelegenen Standort Übigau über, wo größere Schiffe gebaut werden konnten. Im Güterumschlag hatte der Hafen gegenüber dem deutlich größeren und in den 1880ern auf Altstädter Elbseite angelegten König-Albert-Hafen eine nachrangige Bedeutung.
Nach dem Zweiten Weltkrieg legten die Verkehrsbetriebe der Stadt Dresden 1950 zwar ein 425 m langes Gleis zum Neustädter Hafen, das allerdings nur zum innerbetrieblichen Gütertransport (Kies und Sand) der Dresdner Straßenbahn diente.
Später wurde der Hafen nur noch als Winterhafen für die Weiße Flotte sowie zum dauerhaften Auflegen von nicht mehr fahrtüchtigen, langfristig zum Abwracken oder nur noch zur Reserve vorgesehenen Passagierdampfern genutzt.

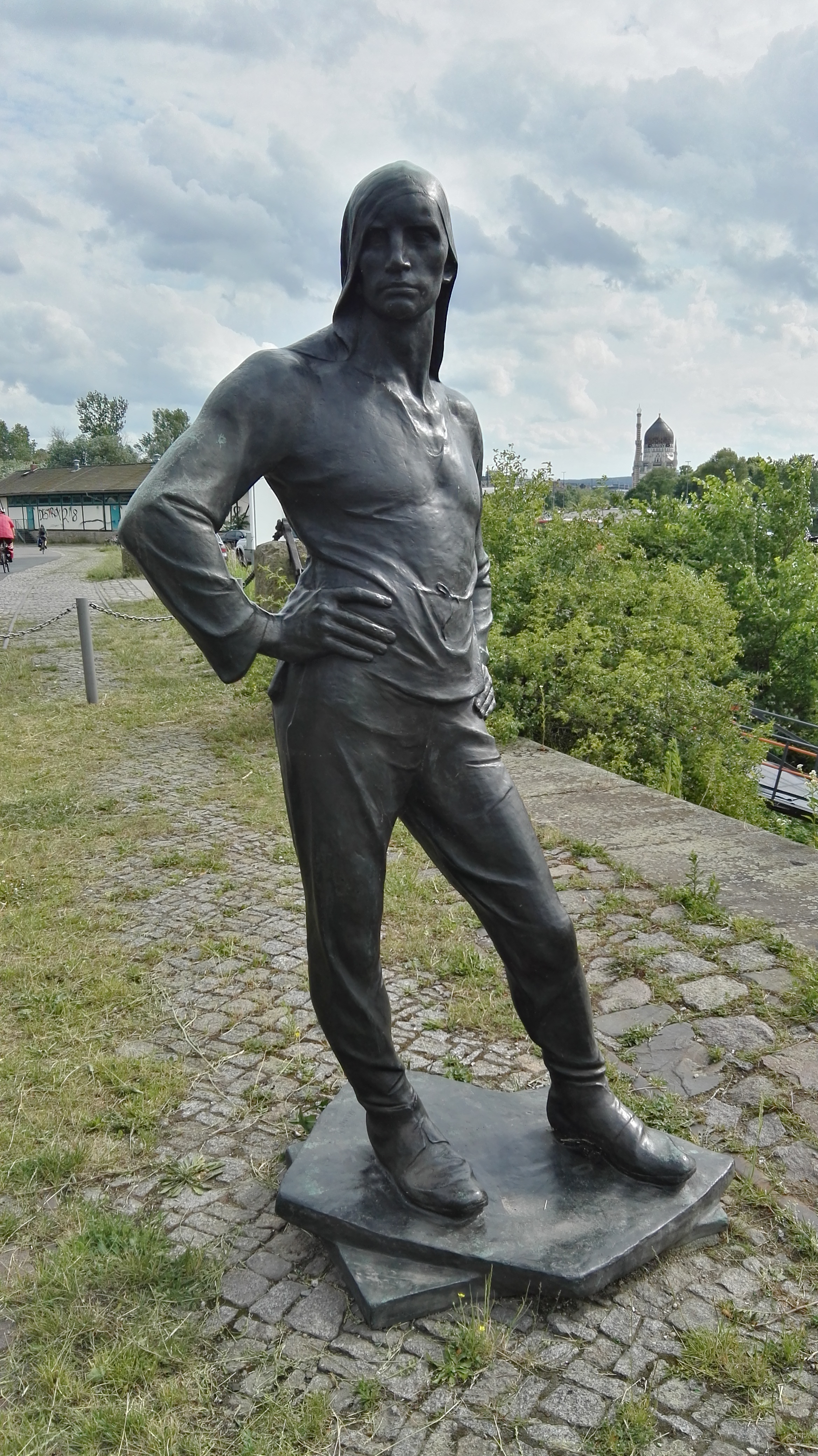
Constantin Meuniers Statue Lastenträger am östlichen Ende des Hafenbeckens

Nach der politischen Wende wurde der Hafen 1993 unter Denkmalschutz gestellt. An den Hafen wurde 2008 die überlebensgroße Bronzeplastik „Lastenträger“ versetzt, die Constantin Meunier 1901 schuf und die zu DDR-Zeiten zwischen den an der Prager Straße befindlichen Hotels Königstein und Lilienstein in einem Touristengarten stand.

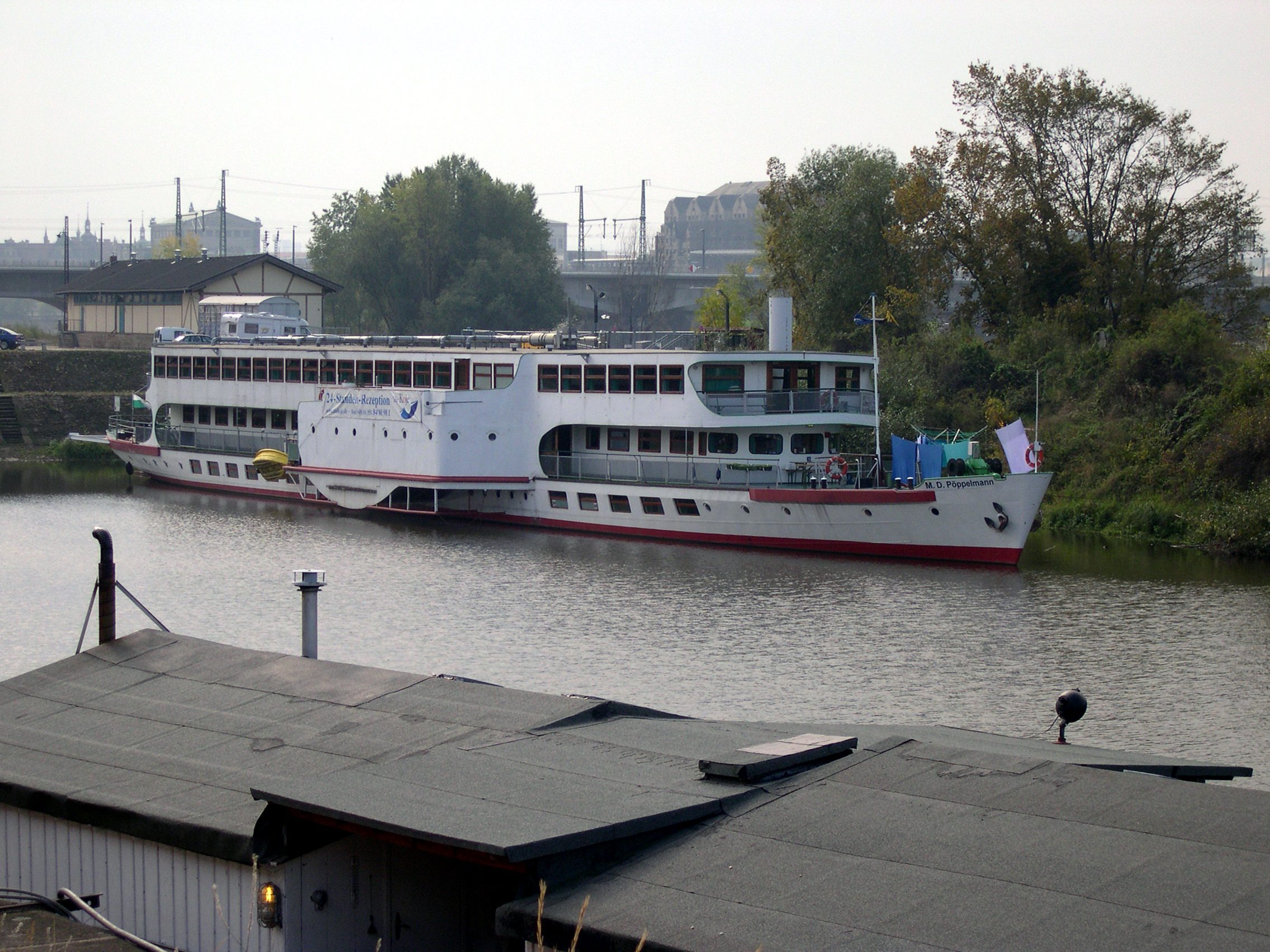
M. D. Pöppelmann, 2004
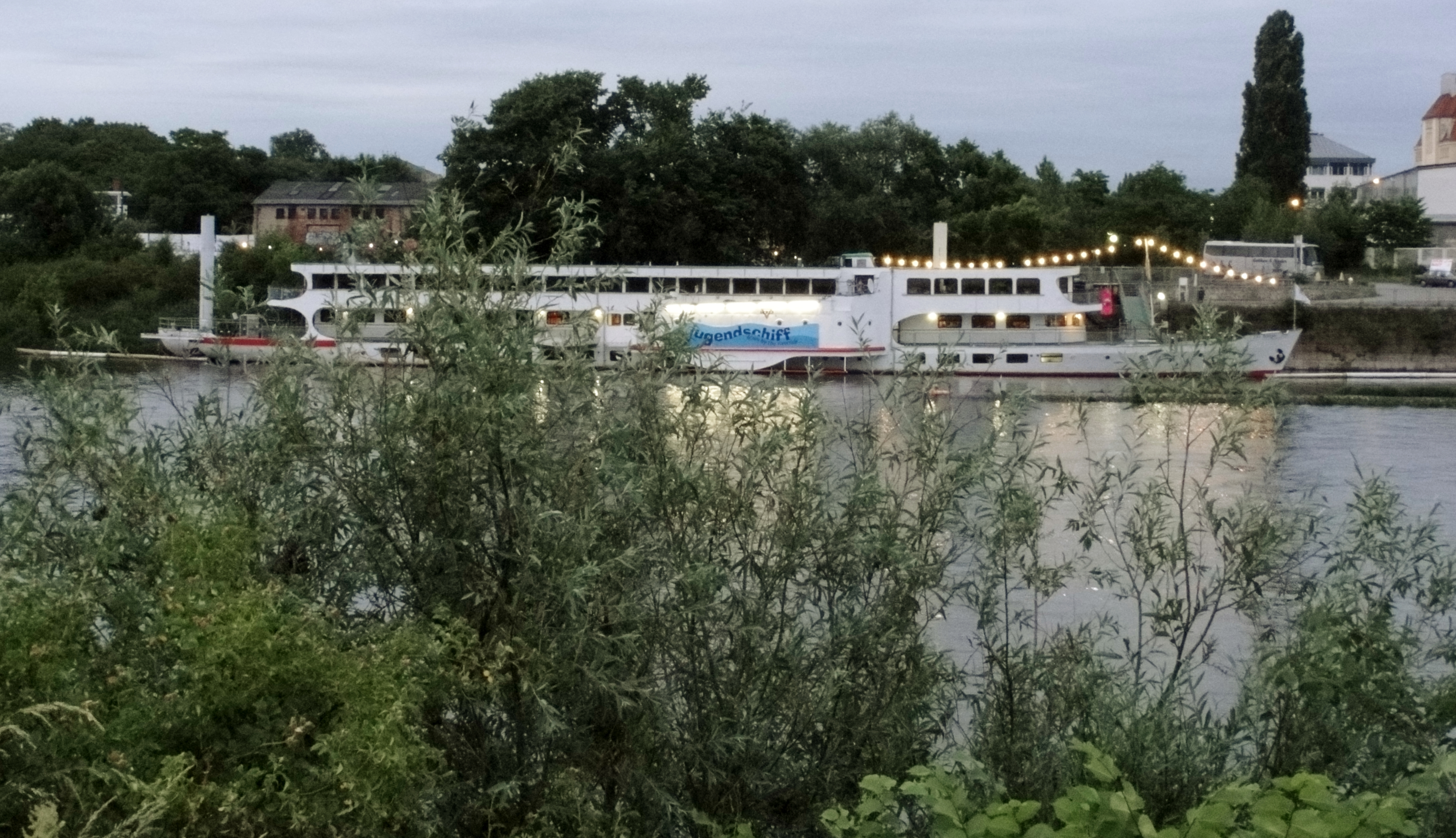
CVJM-Jugendschiff, Kirchentag 2011

Von den in den Jahren 1963 und 1964 im VEB Schiffswerft Roßlau für die Weiße Flotte gebauten vier baugleichen dieselelektrischen Seitenradschiffen Ernst Thälmann, Karl Marx, Friedrich Engels und Wilhelm Pieck stehen zwei als Herbergsschiffe am Neustädter Hafen, die beiden anderen wurden abgewrackt. Im Jahr 2000 wurde die frühere Karl Marx im Hafenbecken festgemacht. Das nach dem Baumeister Matthäus Daniel Pöppelmann 1991 in M. D. Pöppelmann umgetaufte Schiff wird seitdem als Touristenherberge betrieben, bis 2012 von einer städtischen Gesellschaft unter dem Namen Die Koje, danach ab 2013 privat als Schiffsherberge Pöppelmann. Das Schwesterschiff J. F. Böttger (nach dem Miterfinder des europäischen Hartporzellans; ex Friedrich Engels) ist regulär an der Flussseite der Mole als CVJM-Jugendschiff festgemacht. Im Sommer 2016 hatte es einen turnusgemäßen Aufenthalt in der Schiffswerft Laubegast zur technischen Überprüfung. Durch den Niedrigwasserstand der Elbe verlängerte sich der Werftaufenthalt bis zum März 2017.

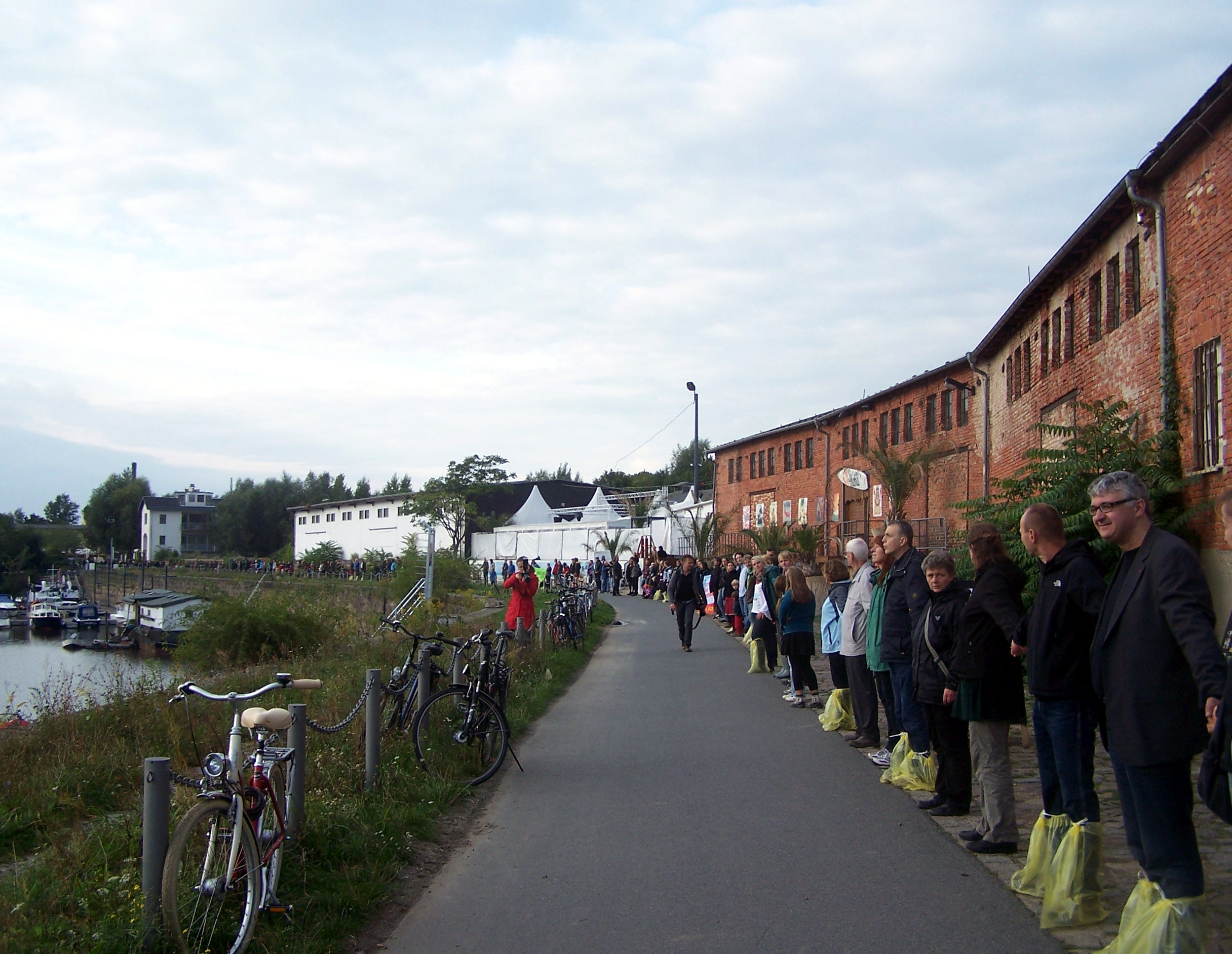
Menschenkette gegen die Hafencity, 2013

Zur Revitalisierung der brachliegenden Industrieflächen wurde 2010 ein Masterplan Leipziger Vorstadt – Neustädter Hafen („Hafencity Dresden“) vorgestellt, der sich auch auf den Hafen und sein direktes Umfeld erstreckt. Dieser Plan war aus diversen Gesichtspunkten umstritten, unter anderem da der Bau von Luxuswohnungen an der Grenze von europäischen Schutzgebieten sowie teilweise im gesetzlich festgestellten Überschwemmungsgebiet der Elbe vorgesehen sind.
Am Hafen entlang führt der Elberadweg, an dem sich einige Bars sowie auf Höhe der Hafenausfahrt ein Stadtstrand befinden. Infolge der Baumaßnahmen für die Hafencity bestand der Sandstrand letztmals in der Saison 2017, das Außenareal wurde dann drastisch verkleinert und der benachbarte Purobeach nach der Saison 2018 gänzlich geschlossen. Der ADFC Dresden hatte bereits 2013 kritisiert, dass infolge der Baupläne das Konfliktpotential am Elberadweg auf Höhe der Hafencity deutlich erhöht wird und daher empfohlen, wie mit der Molenbrücke am Pieschener Hafen auch über die Neustädter Hafeneinfahrt eine Brücke zu bauen und den Radweg auf die Mole zu verlegen.